# Посольство Франции в Японии
Посольство Франции в Японии (фр. Ambassade de France au Japon) — главная дипломатическая миссия Франции в Японии, расположена в Токио в специальном районе Минато. 
Посол Франции в Японии: Филипп Сеттон (фр. Philippe Setton, с 2020 года).
Кроме этого, Франция имеет консулат в Киото (до 2009 располагался в Осаке) и 7 почётных консульств в городах Ниигата, Сендай, Саппоро, Фукуока, Нагоя, Хиросима и Нагасаки.

## Здание посольства
Посольство находится в районе Токио — Минато-Азабу специального района Минато в южной части Токио, недалеко от вокзала Хироо. Здесь расположены многочисленные дипмиссии, включая посольства Австралии, Австрии, Германии, Греции, Ирана, Китая, России, Тайваня, Финляндии, Южной Кореи и Швейцарии. 
Адрес: 4-1-44, Минато-Азабу, Минато-ку 106-8514.  

## История

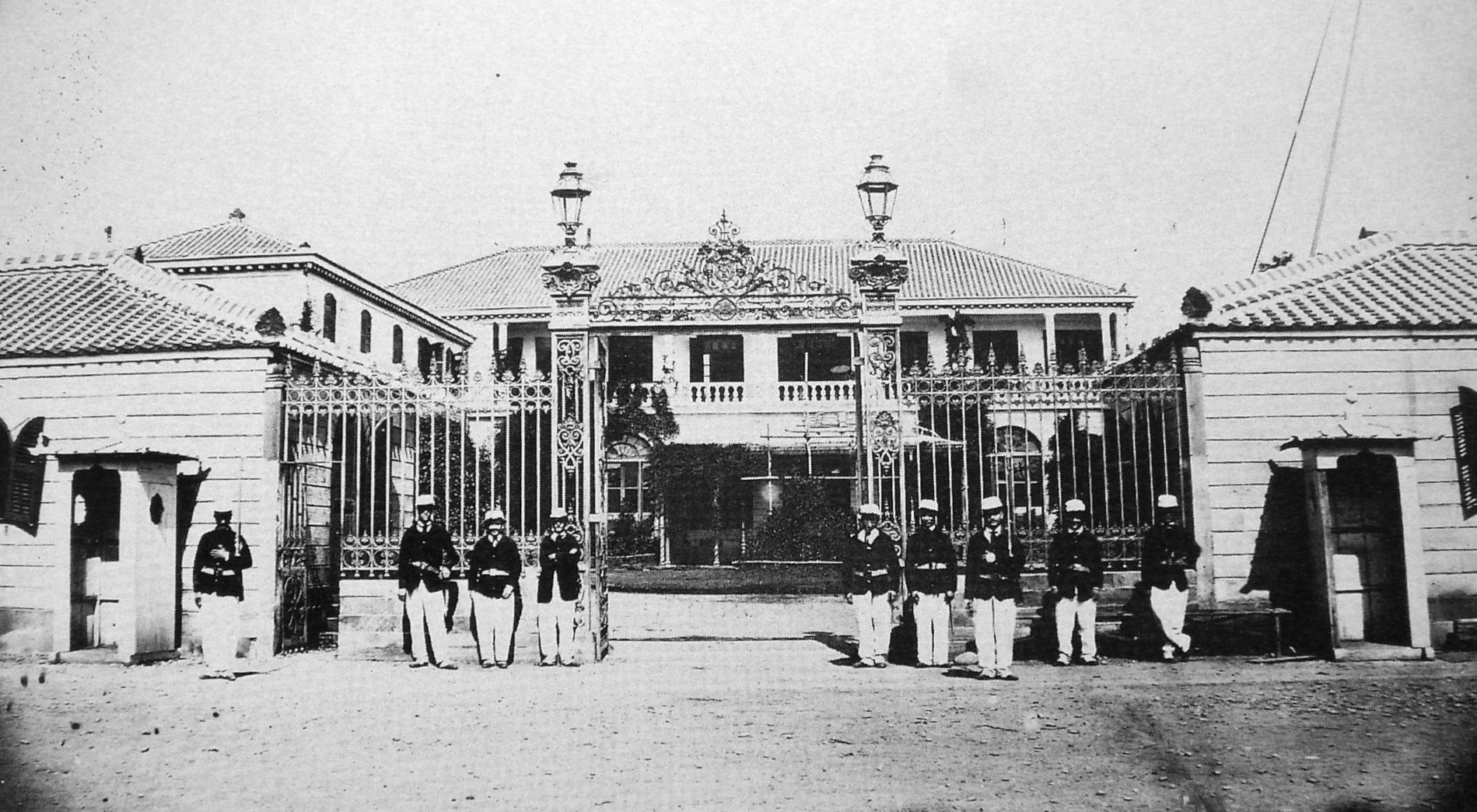
Первая французская дипмиссия в Японии в Иокогаме.

### Посольство в Иидамаши
Первая легация Франции в Японии была открыта в Иокогаме. В 1887 году было подписано соглашение о переезде легации в Токио, где она располагалась вместе с другими посольствами в квартале Иидамаши в специальном районе Тиёда в окрестностях императорского дворца. Здание сильно пострадало в 1923 году во время сильнейшего землетрясение Канто.

### Посольство в Азабу
Новое здание на участке в 24000 м2 с парком в Минами-Азабу, выкупленном в 1930 году маркизом Токугава у японского правительства, было разрушено во время Второй мировой войны во время бомбардировки Токио силами альянса. В 1950-х годах Демаре и Жозеф Бельмон построили нынешнее здание посольства в неоклассическом стиле. Посольство Франции расположилось в нём с 1972 года. 
В 2007 году было подписано соглашение об обмене участков и строительстве нового посольства.